# ایستگاه متروی بیمه
ایستگاه متروی بیمه یکی از ایستگاه‌های خط چهار متروی تهران است که در بزرگراه مخصوص کرج، نبش خیابان بیمه دوم واقع شده‌ است.
این ایستگاه که در ۲۵ اسفند ۱۳۹۴ تأسیس شده دارای ۶۴۸۱ متر مربع فضای سرپوشیده می‌باشد و ایستگاه تقاطعی خط چهار و خط فرودگاه مهرآباد است.

## سکوهای ایستگاه
این ایستگاه دارای دو سکوی جانبی در راستای خط ۴ مترو تهران و یک سکوی جزیره‌ای به مقصد پایانه‌های فرودگاه مهرآباد ( انشعاب خط ۴ متروی تهران) دارد.

## موقعیت
این ایستگاه مترو در خط ۴ متروی تهران که با رنگ زرد نمایش داده می‌شود قرار گرفته است و در حد فاصل ایستگاه متروی میدان آزادی در سمت شرق و ایستگاه متروی شهرک اکباتان در سمت شمال غربی و در مجاورت ایستگاه متروی پایانه‌های فرودگاه مهرآباد می‌باشد.

## نگارخانه

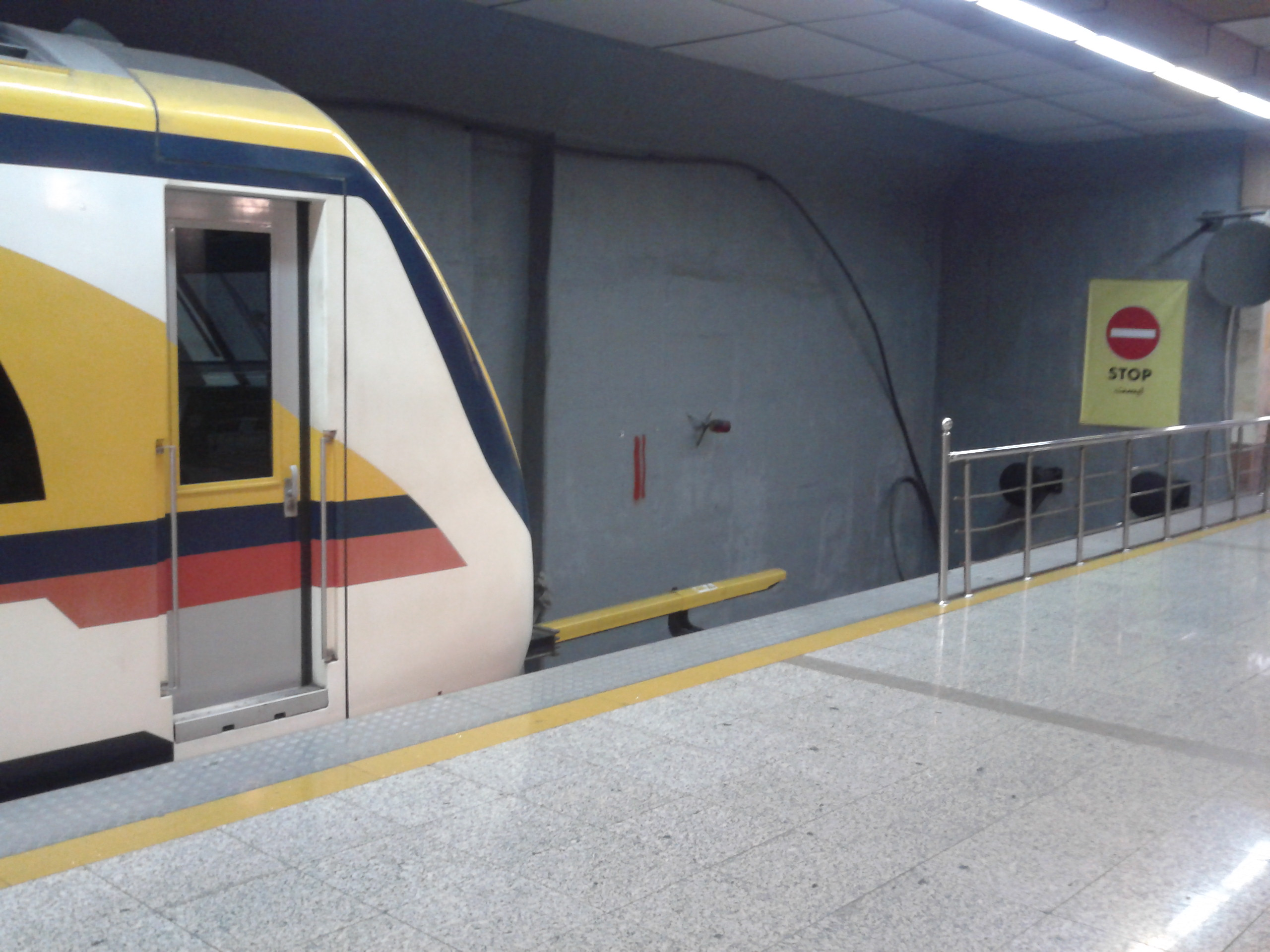